# Rishpon
Rishpon (hebreo: רִשְׁפּוֹן, Pueblo agradable) es un moshav en el Distrito Central de Israel. 
Ubicado en la Llanura del Sharon, cerca de Herzliya, pertenece a la jurisdicción del Concejo Regional Hof HaSharon. El moshav fue establecido en 1936 y recibió el nombre de la antigua ciudad en la zona. En 2008 tenía una población de 1.100 habitantes.